# Georges Dumas
Georges-Alphonse Dumas (6 de marzo de 1866 Ledignan, Gard, Francia  - 12 de febrero de 1946  Ledignan, Gard, Francia) fue un médico y psicólogo francés.
Jorge Dumas se presentó como el fiel discípulo de Théodule Ribot a quien dedica todos sus libros. Es un "contrabandista de una nueva generación de psicólogos entre las dos guerras ". Su campo favorito es el de las emociones.
Sus lecciones en el Hospital Sainte-Anne tuvieron una gran audiencia. Muchos estudiantes y oyentes se harán famosos: Georges Poyer, André Ombredane, Jean Delay, Claude Lévi-Strauss, Jacques Lacan, Daniel Lagache, Paul Nizan, Raymond Aron, Jean-Paul Sartre, George Canguilhem, Marcel Jousse, entre otros. 
Su gran trabajo es el Tratado de Psicología (1923-1924). Asume la redacción de numerosos artículos y la dirección del Tratado apareció en 2 volúmenes en los que participan los principales psicólogos franceses de la época. Una nueva edición revisada y ampliada, el Nuevo Tratado de Psicología, aparecerá a partir de 1930 en 10 volúmenes.
Sus misiones y fundaciones en América del Sur para dar a conocer el pensamiento y la ciencia franceses, crear escuelas secundarias e institutos de investigación y organizar intercambios de profesores y estudiantes fueron numerosos.

## Vida personal
Dumas comenzó sus estudios la Escuela Normal Superior (1886-1889) junto a Romain Rolland y Georges Pagès. Fue Asociado en filosofía en 1889. Se gradúa como Doctor en medicina en 1894 con una tesis sobre Los estados intelectuales de la melancolía. En la Facultad de Medicina, se hizo amigo de Pierre Janet, a quien conocía como profesor en la Escuela Normal. Fue estudiante de Théodule Ribot en su enseñanza en el Colegio de France de 1889 a 1896. A partir de 1897 toma la Jefatura del Laboratorio de Psicología de la Clínica de Enfermedades Mentales de la Facultad de Medicina de París en el Asilo de Sainta Ana. Tres años antes había comenzado su vida en la docencia como profesor de filosofía en el colegio Chaptal, la cual duraría hasta 1902. Se titula como Doctor en letras en 1900 con una tesis principal sobre Tristeza y Alegría y una tesis complementaria sobre Auguste Comte, crítico de la psicología de su tiempo. Toma el puesto de Profesor de Psicología Experimental en la Escuela de Bellas Artes de París en 1902, sucediendo a Pierre Janet. Cofundador con Pierre Janet en 1903 del Journal of Normal and Pathological Psychology. Fue titular de la cátedra de psicología experimental en la Sorbona 1912-1937 y profesor de psicología patológica en el Instituto de Psicología de la Universidad de París 1921-1937.

## Trabajos

#### Revue des deux Mondes
- 1906 « Comment aiment les mystiques chrétiens»
- 1910 « La stigmatisation chez les mystiques chrétiens»
- 1931 « La langue française en Extrême-Orient» (3 articles)

#### Revue de Paris
- 1917 « Les troubles nerveux et la guerre» (2 articles)
- 1917 « La thérapeutique mentale et la guerre»
- 1917 « Comment on fait l’opinion dans la France envahie»

#### Annales médico-psychologiques
- 1931 « La musique vocale»
- 1933 « Le rire et l’épilepsie corticale» (volume du congrès de Rabat)

#### Journal de Psychologie Normale et Pathologique
- 1905 « Fétichisme et masochisme associés»
- 1910 « Les réflexes polyglandulaires dans l’expression des émotions»
- 1912 « Les prétendues contagions entre les aliénés»
- 1915 « Les méthodes de la psychologie pathologique»
- 1920 « Psychologie et physiologie des larmes»
- 1920 « L’interpsychologie»
- 1921 « La psychologie et la physiologie du rire»
- 1922 « La psychose hallucinatoire systématique»
- 1923 « La psychologie de l’hystérie»
- 1927 « La psychologie et la physiologie des besoins»

#### Revue philosophique de la France et de l'étranger
- 1891 « L’association des idées dans les passions»
- 1896 « Recherches expérimentales sur la joie et la tristesse»
- 1897 « Nouvelles recherches expérimentales sur la physiologie de la tristesse et de la joie»
- 1897 « Gall et l’expression des émotions»
- 1897 « L’état mental d’Auguste Comte» (3 articles)
- 1899 « À propos de la psychologie des névroses et des idées fixes»
- 1900 « La philosophie d’Auguste Comte»
- 1900 « L’état mental de Saint-Simon»
- 1903 « Les obsessions et la psychasthénie»
- 1904 « Le positivisme d’Auguste Comte et le positivisme de Saint-Simon» (2 articles)
- 1905 « Pathologie du sourire»
- 1905 « Le préjugé intellectualiste et le préjugé finaliste de l’expression des émotions»
- 1906 « Les conditions biologiques du remords»
- 1908 « La logique d’un dément»
- 1911 « La contagion mentale»
- 1911 « Les prétendues contagions des psychoses affectives»
- 1915 « La prétendue contagion des psychoses systématiques»
- 1920 « L’expression des émotions»
- 1923 « Avant-propos du Traité de psychologie»
- 1923 « Un nouveau chapitre de psychologie (La psychologie des glandes endocrines)»
- 1927 « Le choc émotionnel»
- 1928 « La douleur et le plaisir»
- 1932 « Les mimiques motrices et sécrétoires»

#### L'Encéphale
- 1933 « L’expression de la peur»

- 1917 « Les confusions mentales d’origine commotionnelle chez les blessés» (Rapport sur une mission dans la Somme). Archives de médecine et de pharmacie militaires, p. 69-77. Dumas et Delmas.

## Honores
- Caballero de la Legión de Honor (1917) entonces oficial y comandante.
- Doctor honoris causa por la Universidad Nacional Autónoma de México en 1924.

- Miembro de la Sociedad Médico-Psicológica desde 1925 y Presidente de 1933.
- Miembro de la Academia de Medicina desde 1926.
- Miembro de la Academia de Ciencias Morales y Políticas desde 1932.

## Tratados de Psicología

### (1923-1924)
El borrador de este tratado data de antes de la Primera Guerra Mundial. Theodule Ribot escribió el prefacio en 1914, pero la guerra retrasó la realización. El Tratado de Psicología es el primer tratado de psicología en lengua francesa y el primer trabajo colectivo de este tipo en el mundo.
Volumen I (1923)
- Introducción Psicología, sus diversos objetos y métodos (André Lalande)

Libro uno: nociones preliminares para el estudio de la psicología
- Cap. I - El hombre en la serie animal (E. Rebaud)
- Cap. II - El peso del cerebro y la inteligencia (Louis Lapicque)
- Cap. III - El sistema nervioso, anatomía general y fisiología (JP Langlois)
- Cap. IV - El sistema nervioso, anatomía y fisiología especial (A. Tournay)
- Cap. V - El problema biológico de la conciencia (Henri Wallon)

Segundo libro: los elementos de la vida mental
- Cap. I - Emoción y movimiento (Georges Dumas y Henri Piéron)
- Cap. II - Las sensaciones (Benjamin Bourdon)
- Cap. III - Los estados afectivos (L. Barat, Georges Dumas y L. Dugas)
- Cap. IV - Las imágenes (L. Barat e Ignace Meyerson)
- Cap. V - Emoción psíquica y secreciones (A. Mayer)

Tercer libro: asociaciones sensitivo-motoras
- Cap. I - Orientación y equilibrio (Georges Dumas y Edouard Claparède)
- Cap. II - La expresión de las emociones (Georges Dumas)
- Cap. III - Risas y lágrimas (Georges Dumas)
- Cap. IV - Lengua (L. Barat y Ph. Chaslin)

Libro cuatro: formas generales de organización
- Cap. I - Hábito y memoria (Henri Piéron)
- Cap. II - La asociación de ideas (J. Dagnan, Henri Delacroix y Georges Dumas.
- Cap. III - La atención (Gabriel Revault of Allonnes)
- Cap. IV - Tensión psicológica y sus oscilaciones (Pierre Janet)

Volumen II (1924)
Libro 1: Funciones sistematizadas de la vida mental
- Cap. I - La percepción (Benjamin Bourdon)
- Cap. II - Los recuerdos (Henri Delacroix)
- Cap. III - Operaciones intelectuales (Henri Delacroix)
- Cap. IV - Sentimientos complejos (Georges Dumas, G. Belot y Henri Delacroix)
- Cap. V - Las voliciones (Charles Blondel)
- Cap. VI - La invención artística, científica y práctica (André Rey)

Segundo libro: las síntesis mentales
- Cap. I - Conciencia y vida subconsciente ( [[Henri Wallon]]
- Cap. II - La personalidad (Charles Blondel)
- Cap. III - La psicología de los personajes (Georges Poyer)
- Cap. IV - Actividad mental, trabajo intelectual y fatiga (Georges Poyer)

Libro tres: ciencias auxiliares
- Cap. I - Psicología zoológica (Henri Piéron)
- Cap. II - Psicología genética y étnica (F. Chalaye)
- Cap. III - Interpsicología (Georges Dumas)
- Cap. IV - Sociología (Georges Davy)
- Cap. V - La patología mental (Georges Dumas)
- Cap. VI - Psicología patológica (Georges Dumas)
- Cap. VII - Un nuevo capítulo de psicología (Georges Dumas)

Conclusión (Georges Dumas)

### (1930-1949)
La primera edición del Tratado se agota rápidamente. Sigue el proyecto de una segunda edición revisada y aumentada en más de 3.500 páginas.
Volumen I (1930)
Libro uno: conceptos preliminares
- Cap. I - El lugar del hombre en la serie animal (R. Perrier)
- Cap. II - Los datos de la antropología (Paul Rivet)
- Cap. III - Fisiología de edades y sexos (Ch. Champy)
- Cap. IV - Fisiología general del sistema nervioso (Louis Lapicque)
- Cap. V - Fisiología especial del sistema nervioso (A. Tournay)
- Cap. VI - El problema biológico de la conciencia [[Henri Wallon]]

Libro Dos: Introducción - Metodología
- Cap. I - Introducción a la psicología (George Dumas)
- Cap. II - Psicología, sus diversos objetos y métodos (André Lalande)

Volumen II (1932): los fundamentos de la vida mental
Libro 1: Las reacciones básicas
- Cap. I - Emoción y movimiento (Georges Dumas y Henri Piéron)
- Cap. II - Emoción psíquica y secreciones (A. Mayer)

Segundo libro: Las sensaciones (Benjamin Bourdon)
Libro Tres: Estados afectivos
- Cap. I - Lo desagradable y lo agradable (George Dumas)
- Cap. II - Dolor y placer (George Dumas)
- Cap. III - Choques emocionales (George Dumas)
- Cap. IV - Emociones (George Dumas)
- Cap. V - Necesidades (George Dumas)
- Cap. VI - Tendencias instintivas (J. Larguier des Bancels)

Libro Cuatro: Las Imágenes (Ignace Meyerson)
Volumen III (1933): asociaciones sensitivo-motoras
Libro uno : equilibrio y orientación (André Ombredane)
Libro dos: La expresión de las emociones (Georges Dumas)
Tercer libro: Mimetismo (Georges Dumas)
Libro Cuatro: Idioma (André Ombredane)
Volumen IV (1934): funciones y leyes generales
Libro Uno: Funciones Organizacionales Generales
- Cap. I - Atención (Henri Piéron)
- Cap. II - Hábito y memoria (Henri Piéron)
- Cap. III - La asociación de ideas (Henri Delacroix)
- Cap. IV - La esquematización (Gabriel Revault d'Allonnes)
- Cap. V - La simbolización (Georges Dumas)

Segundo libro: las leyes generales de la actividad mental
- Cap. I - Actividad automática y actividad sintética (Charles Blondel)
- Cap. II - Tensión psicológica y sus oscilaciones (Pierre Janet)
- Cap. III - Actividad mental, trabajo intelectual y fatiga (Georges Poyer)
- Cap. IV - Sueño y Eva (Édouard Claparède)

Volumen V (1936): Las funciones sistematizadas de la vida intelectual
- Percepción (Benjamin Bourdon)
- Operaciones intelectuales (Henri Delacroix)
- El lenguaje (Henri Delacroix)
- Creencia (Henri Delacroix)
- La psicología de la razón - Naturaleza y función de la inteligencia (Henri Delacroix)
- Los recuerdos (Henri Delacroix)

Volumen VI (1939): Las funciones sistematizadas de la vida afectiva y la vida activa
- La lógica de los sentimientos (L. Dugas)
- La evolución, espiritualización y socialización de tendencias (F. Challaye)
- Amor y odio (Daniel Lagache)
- Sentimientos sociales y sentimientos morales (Georges Davy)
- Sentimientos religiosos (C. Belot)
- Sentimientos estéticos y arte (Henri Delacroix)
- Las voliciones (Charles Blondel)
- Psicofisiología del esfuerzo físico (Henri Laugier y W. Liberson)
- Invención y genio (Henri Delacroix)

Volumen VII (1940): Las síntesis mentales
Reserve primero:
- Conciencia y vida subconsciente [[Henri Wallon]]
- Los personajes (Georges Poyer)
- La personalidad (Charles Blondel)
- Herencia psicológica (Georges Poyer)

Segundo libro
- La psicofisiología de las glándulas endocrinas y el sistema neuro-vegetativo (F. Garidroit)